# لنارت برگلین
 لنارت برگلین (انگلیسی: Lennart Bergelin؛ زاده ۱۰ ژوئن ۱۹۲۵ درگذشته ۴ نوامبر ۲۰۰۸) یک تنیس‌باز اهل سوئد بود. 